# バイモ属
バイモ属（バイモぞく、学名：Fritillaria、和名漢字表記：貝母、商阜花属）はユリ科の属の一つ。

## 特徴
多年草。地下にある鱗茎は多数の鱗片からなるものと2個の鱗片からなるものとがある。葉は互生、対生または輪生し、まれに上方の葉の先が巻きひげ状になる。花は鐘状で茎先に1-数個つき、下向きに咲く。花被片は6個あり、長楕円形から卵形で、内面の基部に腺体がある。雄蕊は6個あり、花被片より短い。子房は上位で3室あり、各室に多数の胚珠があり、花柱は3裂するか裂けない。果実は蒴果で、胞背裂開し、種子には狭い翼がつく。薬用としても栽培されており、漢方では、鱗茎を乾燥させたものを、咳止めや痰切りに用いる。

## 分布
北半球の温帯、主に中央アジアと地中海沿岸地方に分布し、約130種知られ、日本には数種分布する。

## 名前の由来
和名のバイモ属の「貝母」は、漢名の(zh)貝母属を日本語に直したもので、球根が二枚貝のような形状をしていること由来する。属名の Fritillaria は、ラテン語で「サイコロを入れる筒」の意味。筒状形の花被の形をたとえたもの。

## 種

### 日本に分布する種
- ホソバナコバイモ Fritillaria amabilis Koidz. - 花は鐘状筒形、花被片に縦条線があり網目状の斑紋はない。葯はクリーム色[10]。環境省の準絶滅危惧(NT)に選定[11]。日本の本州の中国地方、九州に分布する[7]。
- イズモコバイモ Fritillaria ayakoana Maruy. et Naruh. - 花は椀状鐘形、花被片の先端が外側に張り出す。花柱はほとんど裂けない[10]。環境省の絶滅危惧II類(VU)に選定[11]。本州の中国地方の日本海側に分布する[7]。
- クロユリ（広義） Fritillaria camtschatcensis (L.) Ker Gawl. - 日本の本州中部地方以北・北海道、千島、樺太、中国大陸（東北部）、ウスリー、カムチャツカ、北アメリカ北部に分布する[3]。
  - エゾクロユリ Fritillaria camtschatcensis (L.) Ker Gawl. var. camtschatcensis - 北海道以北の低地に分布する染色体数が3倍体3n=36のもので、草丈が高く50cmになり、花が3-7個つく[3][12]。
  - ミヤマクロユリ Fritillaria camtschatcensis (L.) Ker Gawl. var. keisukei Makino - 日本の本州、北海道の高山に分布する染色体数が2倍体2n=24のもの[3]で、草丈は10-20cm。本州では月山、飯豊山、中部地方の亜高山帯から高山帯の草地に生育する[12][13]。
- ミノコバイモ（コバイモ） Fritillaria japonica Miq. - 花は広鐘形、花被片の中部下寄りで外側に角ばって張り出す。内花被片の縁は平坦。葯はクリーム色[10]。環境省の絶滅危惧II類(VU)に選定[11]。本州の近畿地方を中心に分布する[7]。
- カイコバイモ Fritillaria kaiensis Naruh. - 花は椀状鐘形、花被片の先端が外側に張り出す。花柱は3中裂する[10]。環境省の絶滅危惧IB類(EN)に選定[11]。本州の関東地方と富士山周辺に分布する[7]。国内希少野生動植物種に指定。
- ヒゴコバイモ Fritillaria kiusiana L.Hill - 花被片に縦の条線のみがあり、網目状の斑点模様はない。葯は青紫色から青色[14]。2016年新種記載。九州中部に分布する。それまでトサコバイモとされていたもの[15]。
- コシノコバイモ Fritillaria koidzumiana Ohwi - 花は広鐘形、花被片の中部下寄りで外側に角ばって張り出す。内花被片の縁に顕著な突起がある。葯はクリーム色[10]。本州の山形県から石川県にかけた日本海側と岐阜県、愛知県、静岡県に分布する[7]。
- アワコバイモ Fritillaria muraiana Ohwi - 花は広鐘形、花被片の中部下寄りで外側に角ばって張り出す。葯は赤紫色[10]。環境省の絶滅危惧II類(VU)に選定[11]。四国に分布する[7]。
- トサコバイモ Fritillaria shikokiana Naruh. - 花は鐘状筒形、花被片に網目状の斑紋がある。葯は紫色[1][10]環境省の絶滅危惧II類(VU)に選定[11]。四国に分布する[7][16]。
  - トクシマコバイモ Fritillaria × tokushimensis Akasawa, Katayama et T.Naito - アワコバイモとトサコバイモの交雑種[17]。四国に分布する。
  - イワミコバイモ Fritillaria × makotoi Hitoshi Sato et Naruh. - ホソバナコバイモとイズモコバイモの交雑種。2018年に新雑種として記載された。島根県と広島県に分布する[18]。

### 上記以外の主な種
- ヨウラクユリ Fritillaria imperialis L.
- イチリンバイモ Fritillaria maximowiczii Freyn
- コバンユリ Fritillaria meleagris L.
- バイモ（アミガサユリ）Fritillaria thunbergii Miq. - 中国原産の薬用植物[3]。
- チョウセンバイモ Fritillaria ussuriensis Maxim.

## 栽培
球根の植えつけ適期は9月下旬〜10月頃。乾燥に弱く、また過湿も嫌うのため、水はけ・水もちのよい土壌に植えつける。植えつけ前に元肥を施し、球根2球分ほどの深さに植えつける。
3月に萌芽し、4月から5月に開花する。6月から7月に地上部が枯れて休眠するため、春は日差しが当たり、夏には木陰となる落葉樹の下が向いている。夏の休眠期にも土壌がからからに乾いたら水やりをする。